# Párizsban szép a nyár
A Párizsban szép a nyár egy sláger. A szerzők: Ránki György zeneszerző és Romhányi József szövegíró. Romhányi szerint: „Már nem is sláger, hanem népbetegség”.
A dal a Magyar Rádió kérésére készült, de később bekerült a Két vallomás című, 1957-ben készült Keleti Márton-filmbe is. Teljesen váratlanul óriási siker lett, a rádió Szív küldi szívnek szívesen című műsorának kihagyhatatlan száma volt. A 45-ös fordulatú kislemezből a lemezgyár hónapokig nem tudta az őrületnek megfelelő mennyiséget préselni.
Sikerében szerepe lehetett Horváth Tivadar szenzációs előadásának, valamint annak is, hogy nem sokan álmodhattak Párizsról alig egy évvel az 1956-os forradalom leverése, a vasfüggöny ismételt leeresztése után, amikor Sopronba is csak engedéllyel lehetett utazni, mivel a határsáv része volt. Párizs, a Grand Boulevard, a Szajna, Pierre és a kis Paulette, az önfeledt keringő akkoriban a nagy többség számára elérhetetlennek tűnt Magyarországon. Lehet, hogy ekkor kezdték az emberek „félszavakból” is megérteni egymást…
Horváth Tivadart, a színházi polihisztort ez a szám nagyon „eltalálta”. Nélküle talán a dal sem maradt volna fenn, ugyanis a biztos sikert jelentő nagy slágert senki nem tűzte műsorára rajta kívül, és a szám a lakodalmas rockos zanzásításoknak is ellenáll: ma is az eredetiben hódít.